# Šeduva

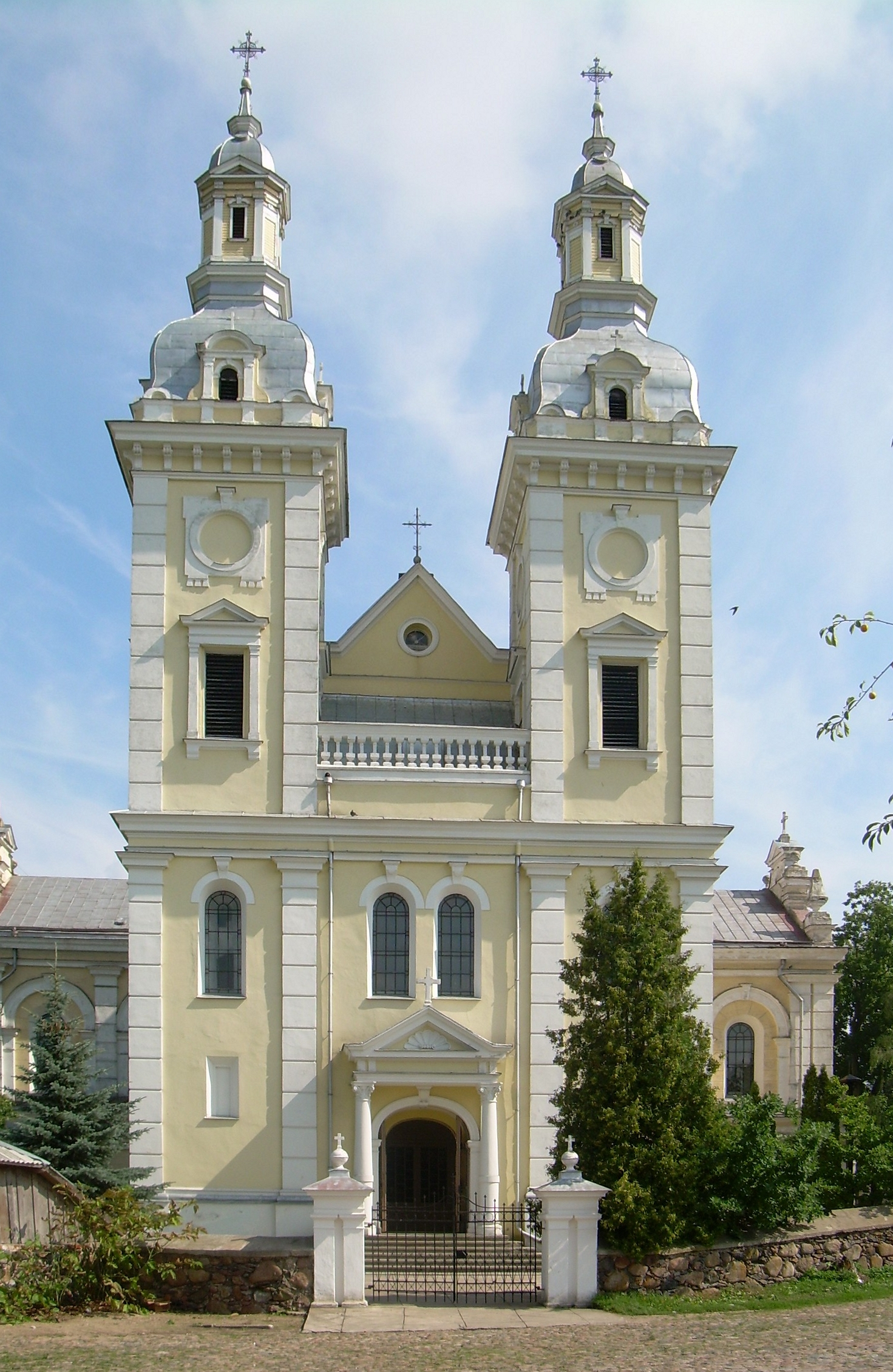
Kreuzauffindungskirche

Šeduva ist eine litauische Stadt mit 3115 Einwohnern in der Rajongemeinde Radviliškis, 18 km östlich von Radviliškis, 115–125 Meter über dem Meeresspiegel. Šeduva ist das Zentrum des Amtsbezirks. Es gibt die katholische Kreuzauffindungskirche (gebaut 1649), ein Gymnasium, eine Bibliothek (seit 1937), Schule-Kindergarten, Kinderheim, Museum und Kulturhaus sowie eine Post.

## In Šeduva geborene Persönlichkeiten
- Antanas Gravrogkas (1880–1958), Ingenieur und Politiker
- Vytautas Vazalinskas (1910–1984), Agronom
- Pranas Kūris (* 1938), Richter und Professor
- Darius Brazys (* 1968), Politiker